# Yōsei Ōtsu
Yōsei Ōtsu (japanisch 大津 耀誠 Ōtsu, Yōsei; * 7. August 1995 in der Präfektur Osaka) ist ein japanischer Fußballspieler.

## Karriere
Ōtsu erlernte das Fußballspielen in der Jugendmannschaft von Cerezo Osaka. Seinen ersten Vertrag unterschrieb er 2014 bei Thespakusatsu Gunma. Der Verein spielte in der zweithöchsten Liga des Landes, der J2 League. Für den Verein absolvierte er 16 Ligaspiele. 2016 wechselte er zum Drittligisten Ōita Trinita. 2016 wurde er mit dem Verein Meister der J3 League und stieg in die J2 League auf. Für den Verein absolvierte er 14 Ligaspiele. 2018 wechselte er zum Drittligisten SC Sagamihara. Für den Verein absolvierte er sechs Ligaspiele. Im Juli 2018 wechselte er zu Nara Club.